# 亞昕國際開發
亞昕國際開發，簡稱亞昕，是臺灣股票上市櫃的建設公司。亞昕集團成立於1993年，為台灣中大型建商，亞昕國際開發成立於1995年。推案地點集中於新北市林口區，有「林口王」之稱，近年拓展至台北市及台中市推案。另營建本業外，亦有國原營造，及飯店商場經營事業林口亞昕福朋喜來登酒店及昕境廣場。
亞昕國際開發與萬豪集團喜來登酒店，共同於馬來西亞麻六甲開發「亞昕喜來城」 總面積高達3萬坪，為填海造陸的新生地，開發總銷金額約 500 億元，預計2023年底完工。
2010 年成立亞昕環境保護基金會，認養林口近8000坪扶輪公園。
2020年11月間，亞昕國際董事長姚連地涉嫌在於公司公告土地處分交易重訊的法定禁止交易期間內，以人頭親友兩度內線交易，擬制性獲利46萬餘元。台北地檢署依證交法內線交易罪起訴姚男及公司陳姓財會副理、林姓出納共3人，檢察官建請法院宣告緩刑。 

## 歷史性建案
亞昕國際開發於1993年起主要推出的建案，主要集中在林口區。
2019年進入台中市推案。
2020年於苗栗頭份開工，配合縣府都市計畫審議機制建構美學生活步道政策，興建昕建築新建集合住宅工程。
2021年於桃園青埔推出酒店式公寓「亞昕喜徠登」引進林口亞昕福朋喜來登星級酒店管理團隊物業顧問，並與昕境文創廣場結合，住家樓下就是百貨商場。
2024年初推出林口雙公園國際AI城新案23層住宅大樓「亞昕森匯」及30層住商大樓「亞昕天匯」及中台灣台中科博特區「亞昕丰山」案。2024第二季推出65戶台北「亞昕華威」及113戶的苗栗頭份「中央大道」，以及新莊副都心頂級商辦「亞昕商匯中心」。

## 代表性建築案場

### 台北市
新東京宅 亞昕首藏 餘白 亞昕華威 亞昕敦南 擎天森林一邸

### 新北市林口區
永翊花園 貴族 台北藝術家 唐莊 哥德花園 御金香 亞昕水花園 黃玫瑰 紅玫瑰 亞昕101 公園大道 米蘭小鎮 亞昕水明漾 亞昕奇瓦頌 亞昕日向 亞昕晴空樹 亞昕天地昕 亞昕昕世代 亞昕星空樹 亞昕昕樂章 亞昕昕聯心 亞昕昕上城 亞昕昕銀座森匯 天匯 

### 新北市新莊區
亞昕平方 亞昕細見 亞昕采匯 亞昕向上 亞昕森中央亞昕商匯中心

### 新北市板橋區
翠峰 柏克萊公園

### 新北市三重區
淳白 亞昕昕悅灣

### 桃園市龜山區
珍愛 櫻悅山莊 花與樹

### 桃園市桃園區
亞昕向陽 亞昕一見

### 桃園市中壢區青埔
亞昕喜徠登

### 苗栗縣頭份市
亞昕昕見築 中央大道

### 台中市北屯區十四期
亞昕一緒 亞昕一沐 亞昕一緻

### 台中市北區科博特區
亞昕丰山

### 台中市
「麻園頭案」 「大連路案」「五權西路案」

## 得獎紀錄

### 2009年
- 「亞昕普瑞登」／「亞昕國際開發」榮獲第11屆國家建築金質獎  規劃設計類 住宅超高層組 全國首獎[36]

### 2010年
- 「亞昕首藏」／「亞昕開發」榮獲第12屆國家建築金質獎 施工品質類 住宅中層組金質獎 全國首獎[37]

### 2011年
- 「亞昕天地昕」／「亞昕開發」、「璞園開發」榮獲第13屆國家建築金質獎 規劃設計類 全國首獎 住宅超高層組[38]

### 2013年
- 「亞昕晴空樹」／「亞昕國際開發股份有限公司」榮獲第15屆國家建築金質獎 規劃設計類 全國首獎 住宅超高層組
- 「亞昕細見」／「亞昕國際開發股份有限公司」榮獲第15屆國家建築金質獎 施工品質類 全國首獎 住宅高層組[39]

### 2015年
- 「亞昕天地昕」／「亞昕國際開發股份有限公司」榮獲第23屆中華建築金石獎 優良施工品質類 金石首獎 住宅超高層組
- 「亞昕昕世代」／「亞昕國際開發股份有限公司」榮獲第23屆中華建築金石獎 優良規劃設計類 金石首獎 住宅中層組[40]
- 「亞昕天地昕」／「亞昕國際開發股份有限公司」榮獲第17屆國家建築金質獎施工品質類 全國首獎 住宅超高層組

### 2017年
- 「亞昕向上」／「亞昕國際開發股份有限公司」榮獲第19屆國家建築金質獎 施工品質類 全國首獎 住宅商業大樓高層組
- 「亞昕昕樂章」／「亞昕國際開發股份有限公司」榮獲第19屆國家建築金質獎 規劃設計類 全國首獎住宅商業大樓超高層組
- 「亞昕翠峰」／「亞昕國際開發股份有限公司」榮獲第19屆國家建築金質獎 組規劃設計類 全國首獎 住宅商業大樓高層

### 2018年
- 「亞昕星空樹」／「亞昕國際開發股份有限公司」榮獲第20屆國家建築金質獎 施工品質類 全國首獎 住宅超高層組
- 「亞昕華威」／「亞昕國際開發股份有限公司」榮獲第20屆國家建築金質獎 規劃設計類 全國首獎 住宅超高層組[41]

### 2020年
- 「亞昕昕樂章」／「亞昕國際開發股份有限公司」榮獲第22屆國家建築金質獎 施工品質類 全國首獎 住宅商業大樓高層組
- 「亞昕昕聯心」／「亞昕國際開發股份有限公司」榮獲第22屆國家建築金質獎 規劃設計類 全國首獎 住宅高層組[42][43]

### 2021年
- 「亞昕昕上城」／「亞昕國際開發股份有限公司」榮獲第23屆國家建築金質獎 規劃設計類 全國首獎 住宅高層組

### 2022年
- 「亞昕森中央」／「亞昕國際開發股份有限公司」榮獲第24屆國家建築金質獎 規劃設計類 全國首獎 住宅商業大樓高層組[44]

## 關係企業
- 財團法人亞昕環境基金會[45][46]
- 國原營造股份有限公司
- 林口亞昕福朋喜來登酒店

- 昕境廣場
- 佳穎精密企業股份有限公司
- 亞昕國際馬來西亞[47]
- 亞昕喜來登麻六甲國際酒店[48]

## 外部連結
- 昕境廣場 （页面存档备份，存于）
- 林口亞昕福朋喜來登酒店 （页面存档备份，存于）
- 昕境廣場的Facebook專頁
- 林口亞昕福朋喜來登酒店的Facebook專頁
- 台灣公司資料 （页面存档备份，存于）